# 澤內普蘇丹清真寺
泽內普苏丹清真寺（土耳其语：Zeynep Sultan Camii）是土耳其伊斯坦布尔的一座清真寺，建于1769年，由建筑师穆罕默德·塔伊尔·阿加为艾哈迈德三世的女儿泽內普苏丹设计。其建筑风格和材料类似拜占庭教堂。

## 历史
泽內普苏丹清真寺位于艾米诺努区，环城电车经过的阿朗达尔街，居尔哈尼公园对面，距离圣索菲亚大教堂不远。清真寺的后侧是一座小学，清真寺的前面有一个喷泉，为阿卜杜勒-哈米德一世的库里耶建筑群的一部分。奥斯曼帝国研究基金会设于此清真寺。
奥斯曼帝国军事英雄阿朗达尔·穆斯塔法帕夏安葬于该寺。塞利姆三世的大维齐尔、泽內普苏丹的第二任丈夫，驸马梅萊克·穆罕默德帕夏（1792-1794年任职）也葬于该寺。 